# Abraxas albiquadrata
Abraxas albiquadrata là một loài bướm đêm thuộc họ Geometridae. Nó được Warren miêu tả năm 1897. Nó được tìm thấy ở Ceram và Bacan.